# Clube Atlético Linense
Clube Atlético Linense é um tradicional clube de futebol brasileiro da cidade de Lins, no interior do Estado de São Paulo. Foi fundado em 12 de junho de 1927 e suas cores são o vermelho e o branco. O clube disputa, atualmente, a Série A2 do Campeonato Paulista.
O elefante é o mascote do clube. Na década de 1950 dizia-se que o time se parecia com o animal: “demora, mas sempre chega”. A diretoria teria supostamente gostado da fama e o clube passou a ser conhecido como “Elefante da Noroeste”.
Para celebrar a conquista da Segunda Divisão do Campeonato Paulista em 1952, os jogadores do Linense desfilaram em cima de elefantes de um circo que se apresentava em Lins. Em 2000, o Linense promoveu um desfile de elefantes na pista de atletismo de seu estádio.

## História

### Primeiros Anos
O Clube Atlético Linense foi fundado em 12 de junho de 1927 sob a alcunha de "Associação Esportiva e Recreativa Linense" após uma reunião com futebolistas da cidade de Lins. Logo após, em 1930, o clube se reorganizou, alterou o nome para o atual, definiu suas cores e uniforme e passou a fazer vários jogos amistosos e amadores contra equipes da região, mantendo uma boa atividade e raízes com os torcedores. Em 1943 filia-se à Federação Paulista de Futebol e passa a disputar o Campeonato Amador promovido por ela até ser profissionalizado em 1947 em uma parceria com a FPF que decidiu profissionalizar determinados clubes do estado.

### 1947 - 1952: Penta Campeão da Noroeste e o Primeiro Acesso à Elite Paulista
A 18 de Maio de 1947, o Linense passou a disputar o primeiro Campeonato Paulista do Interior. No ano seguinte, mais precisamente a 17 de Janeiro de 1948, é criada a Lei de Acesso, através da qual o clube campeão do Campeonato de Profissionais do Interior (que a partir de então passou a se chamar "2ª Divisão de Profissionais") teria a oportunidade de disputar a 1ª Divisão do ano seguinte. O Linense chegou à final contra o XV de Piracicaba, tendo perdido por 5–1 e permanecendo na mesma 2ª Divisão.
Nos dois anos que se seguiram o Linense conseguiu um desempenho bastante notório, tendo sido campeão do seu setor tanto em 1949 quanto em 1950 (até então o campeonato contava com 42 clubes divididos em três setores de 14 equipes, das quais os campeões se enfrentariam na fase final). Em outra campanha promissora, a equipe de Lins chegou à final do campeonato de 1951 sendo campeão do seu setor pela quarta vez seguida, tendo ficado com o vice-campeonato na finalíssima diante da derrota por 4–2 para o XV de Jaú.
Finalmente, no ano de 1952, foi campeão de seu setor novamente chegando a final do campeonato e sagrou-se campeão derrotando a Ferroviária por 3–0 e alcançando pela primeira vez em sua história a 1ª Divisão do Campeonato Paulista.

### 1953 - 1957: Primeira Passagem na Elite Paulista
Protagonizou uma brilhante campanha em seu primeiro ano na elite do futebol paulista, tendo sido derrotado uma única vez na cidade de Lins, pelo Guarani, por 1–0. Empatou com o Corinthians por 1–1 e obteve êxitos em casa diante de grandes clubes como Palmeiras (3–2), Santos (2–1), Portuguesa (1–0) e São Paulo, cuja vitória foi por 4–1, estando o clube paulistano invicto havia 19 partidas, sendo o de maior repercussão na história do Clube Atlético Linense. Permaneceu na primeira divisão até o ano de 1957, quando foi rebaixado.

### 1958 - 1998: Anos nas Divisões de Acesso e Recessos
Após o rebaixamento em 1957, o clube encerrou suas atividades por três anos. Retornou aos gramados em 1961 e disputou de 1961 a 1966 a Série A3 e de 1967 a 1976 a Série A2 do Campeonato Paulista, com destaque para a campanha de 1969, na qual chegou ao quadrangular final, e a de 1976, onde perdeu por 3–2 na final contra o Americana. Em 1977, disputou novamente a Série A3 onde tornou-se campeão batendo a Votuporanguense por 1–0. De 1978 a 1990 voltou a disputar a Série A2. De 1991 a 1993 disputou novamente a Série A3. Em 1993 experimentou um recesso de 5 anos. após o qual voltou aos gramados no ano de 1998 disputando a Segunda Divisão na então Série B2, permanecendo nesta série de 1998 a 2001. Em 2002, disputou a Série B1 até o ano de 2006.

### 1998 - 2006: O Recomeço nas Últimas Divisões Estadual
Voltou aos gramados no ano de 1998 disputando a então Série B2, permanecendo nesta série de 1998 a 2001, ano em que conseguiu o acesso para a Série B1. Em 2002, disputou a Série B1 até o ano de 2006, quando conseguiu o acesso ao ficar em segundo lugar num quadrangular final com União Mogi, Campinas e Lemense.

### 2007 - 2010: A Volta para a Elite Estadual
Em 2007, com o apoio de um antigo frigorífico de carnes do Brasil, o Bertin, o Linense fez uma brilhante campanha na primeira fase do torneio, se classificando para a fase decisiva de grupos. Na segunda fase, o Linense não subiu por um ponto e quem acabou ganhando a vaga foi a Ferroviária de Araraquara, após empate por 2–2 em Lins. No segundo semestre, o clube se preparava para a disputa da Copa Paulista e foi nessa competição que o Linense mostrou toda sua força conseguindo desbancar vários clubes tradicionais como a sua rival Ferroviária e o Guarani, chegando a final da competição. No jogo decisivo, o clube acabou perdendo em critérios técnicos para o Juventus-SP. O jogo fechou um ciclo de dois anos de grandes conquistas para o time e, com o vice-campeonato na Copa Paulista, o Linense obteve a possibilidade de disputar uma competição de nível nacional: o Campeonato Brasileiro da Série C (até então a última divisão do futebol brasileiro).
O ano de 2008 começou com o Linense tendo a sua saga pelo acesso à Série A2 do Paulistão e fez uma excelente campanha na primeira fase, terminando em 1º lugar na classificação e, assim, passando para a próxima fase. Já na 2ª fase, por pouco o Linense deixa o acesso escapar, mas depois de uma goleada por 7x0 sobre o Oeste Paulista obteve o acesso. Já no segundo semestre, o Linense disputava o Campeonato Brasileiro - Serie C, competição que entrava para sua história. Estava no Grupo 14 da competição, ao lado do Guarani, Ituano, e o Madureira do Rio de Janeiro. No dia 6 de julho de 2008 o Linense estreava na competição. O grupo foi bem equilibrado com o Linense tendo chances, mesmo que remotas, para a próxima fase, mas acabou sendo eliminado após perder por 3–2 para o Ituano.
Em 2009, teve uma campanha pífia, quase caindo para a Série A3 novamente, mas escapou do rebaixamento e permaneceu na divisão.
Em 2010, o ano mágico. Após uma espetacular campanha no Campeonato Paulista - Série A2, o Linense se sagrou o campeão e conseguiu retornar a elite estadual após 53 anos.

### 2011 - 2018: Os Anos Dourados do Elefante na Elite Estadual e em Competições Nacionais
Em seu retorno à Série A1, em 2011, o time fez uma campanha de altos e baixos, mas sua melhor partida foi em 17 de abril, quando bateu o São Caetano fora de casa e confirmou sua presença na Primeira Divisão do ano seguinte, ficando à frente de equipes tradicionais como Bragantino e Ituano.
Nos anos seguintes o clube fez boas campanhas pela elite do Paulistão, além de grandes feitos como a vitória por 2–1 sobre o São Paulo no Paulistão de 2012 e sobre o Corinthians, campeão mundial na época, com o mesmo placar de virada, pelo Estadual de 2013.
Em 2014 e 2015, a equipe passou sufoco para escapar do rebaixamento no Campeonato Paulista, terminando ambas as vezes na 16ª posição, uma a frente dos rebaixados.
Se o primeiro semestre de 2015 não foi animador, o segundo semestre foi fundamental. Com um time mais enxuto e a liderança do linense Thiago Humberto, o Linense sagrou campeão da Copa Paulista, garantindo uma vaga para a Copa do Brasil de 2016 e para a Série D do Brasileirão de 2016.
Em 2016 voltou a surpreender no Paulistão, vencendo o Palmeiras em pleno Allianz Parque por 2–1, além de revelar o artilheiro William Pottker. Disputou a Copa do Brasil pela primeira vez na história mas foi eliminado na primeira fase pelo Botafogo da Paraíba. Também disputou a Série D do Brasileiro, mas foi eliminado na Segunda Fase pelo Ituano.
Em 2017, em sua melhor campanha no estadual, se classificou pela primeira vez para a segunda fase do Paulistão, terminando em 2º lugar do seu grupo e sendo eliminado nas Quartas de Final para o São Paulo, mas a boa campanha não se repetiu em 2018, quando o time permaneceu por muitas rodadas na zona de rebaixamento. Assim, chegou na última rodada precisando vencer e torcendo por tropeços para permanecer na primeira divisão. Mas com um mero empate fora de casa contra o Mirassol (que igualou o placar de 1–1 no final da partida), o Linense foi rebaixado para Série A2 de 2019. No segundo semestre disputou a Série D do Brasileiro novamente e almejava o acesso para a Série C para "apagar a péssima campanha do Paulistão", mas infelizmente foi eliminado nas quartas de finais do campeonato, fase que daria o acesso, perdendo para o São José de Porto Alegre.

### 2019 - Atualmente: Anos nas Divisões de Acesso do Estado
Em 2019, na Série A2 do Paulistão, o Linense começou bem o campeonato mas foi caindo de rendimento durante a competição e acabou novamente rebaixado, desta vez para a Série A3, acumulando dois rebaixamentos seguidos. Na Série A3 de 2020, o Linense fez uma boa campanha, sendo eliminado nas Quartas de Final, mas em 2021 consegue o tão sonhado acesso após vencer o Nacional fora de casa, contando com as defesas milagrosas do goleiro Reynaldo e mais, conseguiu o título da competição superando o Primavera.

## Jogos históricos
|  | Data                   | Competição                       | Estádio            | Placar | Adversário             | Observações |
|  | ---------------------- | -------------------------------- | ------------------ | ------ | ---------------------- | --- |
|  | 9 de maio de 1948      | Paulista - Série A2              | Antônio Garcia     | 2–2    | Bauru                  | Primeira partida profissional oficial, válido pelo Campeonato Paulista da Segunda Divisão (atual Série A2). |
|  | 31 de maio de 1953     | Paulista - Série A2              | Pacaembu           | 3–0    | Ferroviária            | Jogo válido pela grande final do Campeonato Paulista da Segunda Divisão (atual Série A2) no Estádio do Pacaembu, na cidade de São Paulo. O Linense, em uma tarde inspirada de Américo Murolo (autor de todos os gols da equipe de Lins), marcou por 3 vezes e, a despeito de todas as expectativas, garantiu o título inédito ao Linense. |
|  | 13 de dezembro de 1953 | Paulistão                        | Gigante de Madeira | 4–1    | São Paulo              | Jogo de maior repercussão na história do Linense, que foi o primeiro a derrotar o até então invicto São Paulo, depois de 19 jogos sem perder, que, posteriormente, só perdeu para a Portuguesa. |
|  | 27 de novembro de 1977 | Paulista - Série A3              | Gilbertão          | 1–0    | AA Votuporanguense     | Partida válida pelo Campeonato Paulista da Primeira Divisão (atual Série A3), onde o jogo caminhava empatado até os 40 minutos do segundo tempo, quando o ponta atleticano Paulo Dias balança a rede e leva o Linense a ser campeão da divisão. Foi considerado o jogo do título, já que a grande final que seria contra o Ginásio Pinhelense não foi disputado por falta de datas. |
|  | 12 de novembro de 2006 | Paulista - Segunda Divisão       | Gilbertão          | 2–0    | EC Lemense             | Após muitos anos tentando a tão sonhada vaga à Série A3 do Campeonato Paulista e iniciar a nova arrancada rumo à primeira divisão, que não disputava desde o fim dos anos 1950, a vitória sobre o Lemense no Gilbertão garantiu o acesso à divisão superior. |
|  | 25 de novembro de 2007 | Copa Paulista                    | Rua Javari         | 3–2    | Juventus               | Jogo de volta da final da então Copa FPF. O Juventus jogava por dois resultados iguais e ainda a vantagem por ter vencido o primeiro jogo por 2–1. O Juventus logo no começo abriu o marcador. Na sequência, o Linense empata, mas a auxiliar Aline Lambert marca impedimento que, posteriormente, através de imagens fotográficas, constata-se erradamente marcado pela bandeirinha, prejudicando assim a equipe de Lins. Ao fim do primeiro tempo, o time da casa ainda perdera uma oportunidade em um pênalti e, no contra-ataque, o Linense empata. Na segunda etapa, o clube de Lins, que precisava de 2 gols de diferença para ficar com o título, começa a todo vapor, mas o gol não sai. Aos 38 minutos, Shizo vira e reacende a esperança do grande número de torcedores atleticanos presentes na Rua Javari. Aos 45, o juiz determina 3 minutos de acréscimos e, aos 47, o Linense sofre um pênalti, que Fausto conclui. Aos 49 minutos do segundo tempo, já passados um minuto do tempo mínimo regulamentar de acréscimos, o Juventus se aproveita de uma confusão na área do Linense e diminui a diferença, tornando-se, desta forma, campeão por critérios técnicos. Mesmo com o vice-campeonato, a recepção da equipe de Lins foi uma grande festa, com cerca de 4 mil pessoas à espera dos jogadores na entrada da cidade com desfile em carro aberto. |
|  | 1 de junho de 2008     | Paulista - Série A3              | Gilbertão          | 7–0    | Oeste Paulista         | Em uma partida válida pela última rodada da segunda fase do Campeonato Paulista da Série A3, o Oeste Paulista entrou em campo em situação mais confortável, necessitando apenas de uma vitória simples para conseguir o acesso. Linense e Votoraty também brigavam pela vaga que traria o acesso à Série A2 paulista, mas dependiam de outros resultados. O time da casa acabou se dando melhor dentro de seus domínios, aplicando uma goleada histórica e conseguiu o acesso. |
|  | 6 de julho de 2008     | Brasileiro - Serie C             | Gilbertão          | 0–0    | Ituano                 | Primeira partida oficial do Linense em nível nacional. |
|  | 9 de julho de 2008     | Brasileiro - Série C             | Edson Passos       | 1–3    | Madureira-RJ           | Primeira partida oficial do Linense contra uma equipe de outro estado e fora do estado de São Paulo. Partida essa que também ficou gravada na história pelo primeiro gol anotado pelo Linense em um torneio nacional, marcado pelo grande artilheiro Fausto. |
|  | 24 de abril de 2010    | Paulista - Série A2              | Antonio Guimaraes  | 2–1    | União Barbarense       | Com dois gols de Fausto, o Linense consegue a virada em Santa Bárbara d'Oeste, garantindo o título da Série A2 do Paulistão e o retorno à elite estadual, após 53 anos. |
|  | 4 de janeiro de 2011   | Copa São Paulo de Futebol Júnior | José Liberatti     | 3–2    | Grêmio Osasco (sub-20) | O jogo de estreia na maior vitrine de futebol de base, a Copinha, com uma vitória com dupla virada. O CAL sai na frente com gol de Roncone, o time da casa vira o jogo e o CAL vira novamente com gols de Zé Vitor e de Zi. |
|  | 15 de janeiro de 2011  | Paulistão                        | Gilbertão          | 1–4    | Santos                 | Jogo da volta do Linense à primeira divisão do campeonato paulista após 53 anos. Também foi o jogo de abertura do campeonato, entre o Campeão da Série A2 (Linense) contra o Campeão da Série A1 (Santos). O Santos fez 4–0 com gols de Maikon Leite, Zé Love, Keirrison (de pênalti) e novamente Maikon Leite. O Linense descontou no final com gol de Fausto, colocando números finais à partida. |
|  | 14 de abril de 2013    | Paulistão                        | Gilbertão          | 2–1    | Corinthians            | Como nos últimos anos, mais um jogo entrou para a história do Linense ao vencer de virada a equipe do Corinthians, então Campeão Mundial de Clubesnaquele ano. Os autores dos gols do Elefante foram João Sales e Leandro Brasília. |
|  | 28 de novembro de 2015 | Copa Paulista                    | Novelli Júnior     | 0–0    | Ituano                 | O jogo de volta da decisão da Copa Paulista. No jogo de ida em Lins, placar de 2–2, e para a volta um novo empate levaria a decisão nos pênaltis, o que acabou acontecendo. E nas cobranças de pênaltis o Linense foi impecável marcando os 4 gols com 100% de aproveitamento e o Ituano fazendo apenas um, chutando um para fora e outro com uma grande defesa de Galetti, goleiro do Linense. Final 4–1 pro Linense e mais uma taça para sua galeria. |
|  | 16 de março de 2016    | Copa do Brasil                   | Gilbertão          | 1–1    | Botafogo-PB            | Primeira partida oficial do Linense válida pela Copa do Brasil. |
|  | 6 de junho de 2021     | Paulistão - Série A3             | Nicolau Alayon     | 1–0    | Nacional               | Após empatar por 0–0 o jogo de ida da semifinal, o Linense foi até a capital paulista necessitando vencer o Nacional para conseguir o acesso para a Série A2 e venceu. Com gol de Henrique, ainda no primeiro tempo, o elefante segurou a pressão do time da casa com grandes defesas do goleiro Reynaldo e venceu por 1–0, alcançando assim a final da competição e a volta para Série A2 do Campeonato Paulista. |
|  | 12 de junho de 2021    | Paulistão - Série A3             | Gilbertão          | 1–0    | Primavera              | No dia do seu aniversário de 94 anos, o Linense disputa o jogo de volta da final da Série A3 após empatar em 0–0 em Indaiatuba. E para brindar a todos e dar um excelente presente, Henrique marca e o Elefante conquista o seu segundo título da Série A3 do Paulistão. |

## Elenco atual
Última atualização: 21 de dezembro de 2021

## Torcida
A torcida do Clube Atlético Linense é, em termos proporcionais, uma das maiores do Brasil. Uma pesquisa realizada pela TV TEM, afiliada local da Rede Globo, apurou que somente na cidade de Lins, cuja estimativa populacional em 2007 era de 70 mil habitantes, existem aproximadamente 45 mil torcedores atleticanos.
O time também é conhecido por levar regularmente mais de 15% de sua população, ou seja 12 mil pessoas, a um estádio de futebol, na época no estádio "Roberto Gomes Pedrosa", feito considerado único em todo o território nacional.

### Torcidas organizadas
O Clube Atlético Linense possui duas torcidas organizadas: "Unidos do Elefante" e "Camisa 12"; as duas são caracterizada pelo apoio incondicional que dá ao Linense durante todo o jogo, e também presente em todos os jogos dentro e fora de casa.

## Uniformes

### Atual
- 1º - Camisa vermelha com listras verticais brancas, calção preto com detalhes vermelhos e meias vermelhas em degradê;
- 2º - Camisa branca com detalhe vermelho degradê, calção e meias brancas com detalhes vermelhos;
- 3º - Camisa preta com detalhe dourado, calção e meias pretas.

| Primeiro | Segundo | Terceiro |

### Uniformes anteriores
- 2018

| Primeiro | Segundo |

- 2017

| Primeiro | Segundo |

- 2016

| Primeiro | Segundo 1 | Segundo 2 |

- 2015

| Primeiro | Segundo | Terceiro | Quarto | Quinto |

- 2014

| Primeiro | Segundo | Terceiro |

- 2013

| Primeiro | Segundo | Terceiro |

- Outros

| Segundo (2010) | Terceiro (2006) | Segundo (1969) | Primeiro (1948) |

## Estádios

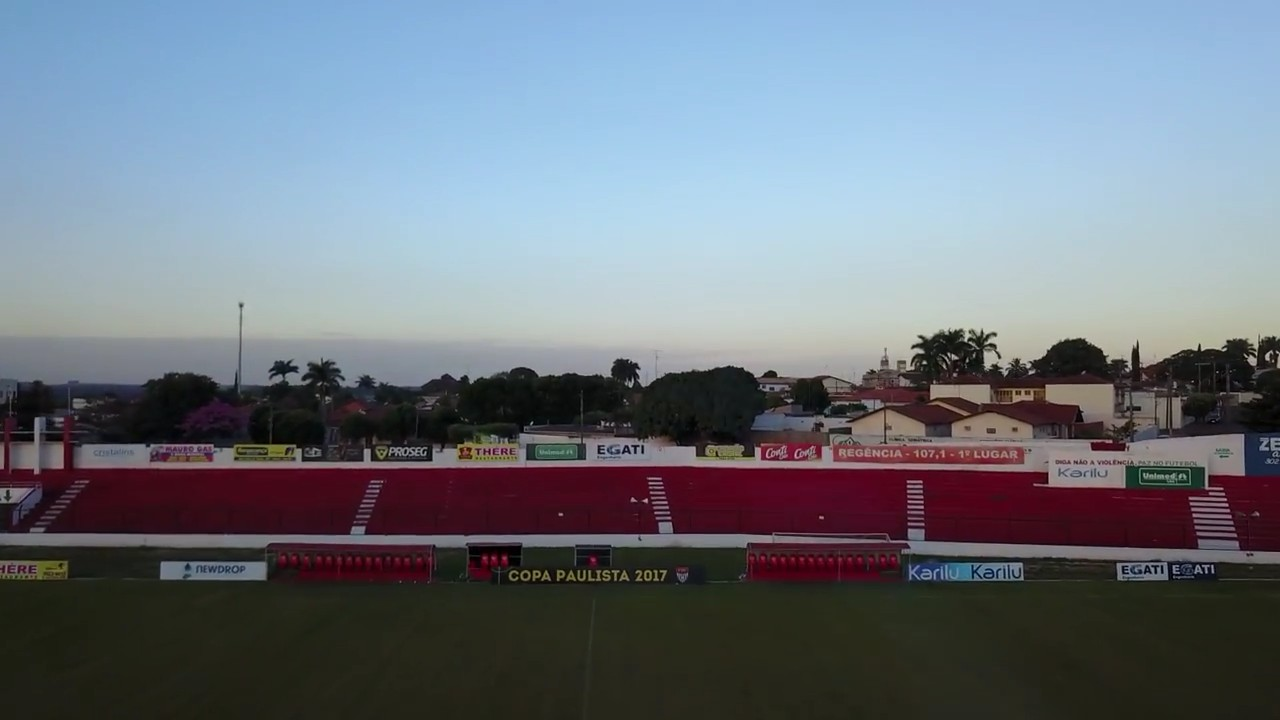
Estádio Gilbertão, onde o Linense realiza os seus jogos desde 1962.

O Linense já mandou seus jogos de maneira oficial em 3 estádios durante sua história:

### Estádio dos Eucaliptos
O primeiro estádio onde o Linense jogou foi o Estádio Municipal dos Eucaliptos, na Vila Independência, hoje centro da cidade. O estádio tinha uma capacidade bem limitada de espectadores, com isso, assim que o Linense conseguiu o acesso para a Divisão Especial do Campeonato Paulista (atual Série A1) em 1953, as arquibancadas deste estádio foram desmanchadas e em seu lugar foi construído, em menos de 30 dias, o lendário "Gigante de Madeira".

### Estádio Gigante de Madeira
Seu nome oficial era "Estádio Roberto Gomes Pedrosa" mas ficou conhecido como "Gigante de Madeira" pelo fato de suas arquibancadas serem todas feitas de madeira que foram construídas em menos de 30 dias, atendendo as exigências da FPF para a disputa da 1ª divisão paulista no espaço do antigo Estádio dos Eucaliptos. O Linense jogou por lá entre 1953 e 1958. Entre 1959 e 1960, este estádio foi totalmente desmanchado e seu terreno loteado.

### Estádio Gilberto Siqueira Lopes
Localizado na cidade de Lins, o Estádio Gilberto Siqueira Lopes foi inaugurado em 1962 com o jogo entre Clube Atlético Linense e Botafogo Futebol Clube de Ribeirão Preto, onde o time visitante saiu vitorioso por 4–2. O "Gilbertão", como é mais conhecido, tem capacidade atual para pouco mais de 7.300 espectadores, segundo laudos da PM. Os torcedores do Linense são conhecidos por sempre comparecer em excelente número ao Gilbertão nas competições em que a equipe disputa.

### Estádios eventuais
Por motivos de indisponibilidade, perdas de mando ou jogos definidos pela Federação, o Linense também mandou alguns jogos em outros estádios que não eram seus, como o Estádio Fernando Costa (Lins), Estádio do Morumbi, Estádio do Pacaembu, Arena da Fonte Luminosa, Estádio Anísio Haddad, Estádio Alfredo de Castilho, dentre outros.

### Centro de Treinamento Rubens Câmara
Em 2013, o Clube Atlético Linense inaugurou o seu próprio CT, o Centro de Treinamento “Rubens Câmara”, contando com dois campos, um ginásio, vestiários, alojamento para atletas, refeitório, academia, centro de fisioterapia, piscina semiolímpica e espaço para lazer dos atletas. Situado na estrada vicinal que liga Lins à cidade vizinha de Sabino.

## Títulos
| ESTADUAIS | ESTADUAIS                       | ESTADUAIS | ESTADUAIS   |
|           | Competição                      | Títulos   | Temporadas  |
| --------- | ------------------------------- | --------- | ----------- |
|           | Copa Paulista                   | 1         | 2015        |
|           | Série A2                        | 2         | 1952 e 2010 |
|           | Série A3                        | 1         | 2021        |
|           | Campeonato Paulista do Interior | 1         | 1952        |
| TOTAL     |                                 |           |             |
|           | Competição                      | Títulos   | Temporadas  |
|           | Títulos oficiais                | 5         | 5 Estaduais |

### Outras conquistas[nota 1]
- Pentacampeão do Noroeste Paulista: 1948, 1949, 1950, 1951 e 1952

### Campanhas de destaque
| DESTAQUES                      | DESTAQUES                  |
| Competição                     | Campanhas                  |
| ------------------------------ | -------------------------- |
| Campeonato Paulista – Série A2 | Vice-campeão (1948 e 1951) |
| Torneio Início Paulista        | Vice-campeão (1955)        |
| Copa Paulista                  | Vice-campeão (2007)        |

## Estatísticas

### Participações
| Aumento | Promovido à divisão superior  |
| Baixa   | Rebaixado à divisão inferior  |
| Inativo | Licenciamento no ano seguinte |

|  | Participações em 2025 |

| Competição | Competição          | Temporadas | Melhor campanha       | Anos                                                                         | A | R |
| São Paulo  | Campeonato Paulista | 13         | 7º colocado (2017)    | 1953-1957 e 2011-2018                                                        |   | 2 |
| São Paulo  | Série A2            | 35         | Campeão (1952 e 2010) | 1947-1952 , 1967-1969 , 1971-1976 , 1978-1990 , 2009-2010 , 2019 e 2022-2025 | 2 | 3 |
| São Paulo  | Série A3            | 14         | Campeão (1977 e 2021) | 1961-1966, 1977 , 1991-1993 , 2007-2008 e 2020-2021                          | 3 | – |
| São Paulo  | Série A4            | 5          | 4º colocado (2006)    | 2002-2006                                                                    | 1 | – |
| São Paulo  | Segunda Divisão     | 4          | 5º colocado (2001)    | 1998-2001                                                                    | 1 | – |
| São Paulo  | Copa Paulista       | 10         | Campeão (2015)        | 2007-2011, 2013, 2015, 2017, 2019 e 2025                                     |   |   |
| Brasil     | Série C             | 1          | 44º colocado (2008)   | 2008                                                                         | – | – |
| Brasil     | Série D             | 2          | 8º colocado (2018)    | 2016 e 2018                                                                  | – |   |
| Brasil     | Copa do Brasil      | 1          | 1ª fase (2016)        | 2016                                                                         |   |   |

### Últimas 10 Temporadas
Legenda:
| Campeão Vice-campeão Eliminado nas semifinais | Campeão e promovido à divisão superior Vice-campeão e/ou promovido à divisão superior Rebaixado à divisão inferior | Classificado à fase de grupos da Copa Libertadores Classificado à fase preliminar da Copa Libertadores Classificado à Copa Sul-Americana Campeão do Campeonato do Interior |

## Categorias de base

### Títulos
- Campeão da 1ª Divisão dos 56º Jogos Regionais do Estado de São Paulo - Lins: 2012

Campanhas de destaque
- Vice-campeão do Campeonato Paulista de Futebol - Sub-20 da Terceira Divisão: 1992
- Vice-campeão da 1ª Divisão dos 54º Jogos Regionais do Estado de São Paulo - Lins: 2010
- Vice-campeão da 1ª Divisão dos 58º Jogos Regionais do Estado de São Paulo - Lins: 2014

## Clássicos
O Linense possui grandes rivais nas disputas dos campeonatos, o principal deles é o Penapolense.

### Linense x Penapolense
O maior clássico do Linense é contra o time da cidade de Penápolis, o Penapolense. São 53 jogos, com 27 vitórias do Linense, 14 empates e 12 vitórias do Penapolense. O último encontro ocorreu no Campeonato Paulista - Série A3 de 2021, com vitória de 1x0 do Linense no Estádio Tenente Carriço em Penápolis.

### Linense x Noroeste
Outro clássico regional é Linense x Noroeste de Bauru. São 41 jogos, com 19 vitórias do Linense, 10 empates e 14 vitórias do Noroeste. A última partida ocorreu pelo Campeonato Paulista - Série A2 de 2024, com vitória de 1x0 do Noroeste no Estádio Alfredo de Castilho em Bauru.

### Linense x Tupã
Outro clássico do interior paulista é Linense x Tupã. São 26 jogos, com 15 vitórias do Linense, 7 empates e 4 vitórias do Tupã. A última partida ocorreu pelo Campeonato Paulista da Segunda Divisão de 2005, com vitória do Linense por 6x2 no Estádio Gilberto Siqueira Lopes em Lins

### Linense x Marília
Mais um clássico do centro oeste paulista é Linense e Marília. São 21 jogos, com 9 vitórias do Linense, 1 empate e 11 vitórias do Marília. A última partida ocorreu pelo Campeonato Paulista - Série A3 de 2021, com vitória do Marília por 1x0 no Estádio Gilberto Siqueira Lopes em Lins.